# Drzewo van Emde Boasa
Drzewo van Emde Boasa (zwana także drzewo vEB, vEB) – rodzaj kolejki priorytetowej wynalezionej przez holenderski zespół pod przewodnictwem Petera van Emde Boasa. Pozwalają wykonywać operacje typu search, insert, delete, predecessor, successor, minimum, maximum w niezależnym od rozmiaru drzewa czasie {\displaystyle \mathrm {O} (log_{2}log_{2}u),} o ile {\displaystyle u=2^{k}} (dla dowolnej całkowitej liczby {\displaystyle k}), które oznacza rozmiar uniwersum wartości, które można przechowywać w strukturze. Struktura odpowiada nałożeniu drzewa stopnia {\displaystyle {\sqrt {u}}} na wektor bitowy. Zapotrzebowanie na pamięć to {\displaystyle \mathrm {O} (u).} Puste drzewo można skonstruować w czasie {\displaystyle \Theta (u)}.

## Literatura naukowa
Koncepcja po raz pierwszy pojawiła się we wstępnej formie w pracy Petera van Emde Boasa z 1975 roku (Preserving order in a forest in less than logarythmic time w Proceedings of the 16th Annual Symposium on Foundations of Computer Sciene), a w późniejszych pracach temat był rozwijany przez niego samego (Preserving order in a forest in less than logarythmic time and linear space w Information Processing letters) w 1977 oraz razem z R. Kaasem i E. Zijstrem (Design and implementation of an efficient priority queue w Mathematical Systems Theory) w 1976.
Roman Dementiev, Lutz Kettner, Jens Mehnert i Peter Sanders zaprojektowali nierekurencyjne trójpoziomowe drzewo wyszukiwań, które w ich własnych eksperymentach działało szybciej, niż drzewo van Emde Boasa.

## Elementy
Niech drzewo van Emde Boasa będzie oznaczone jako vEB(u).

### Wyznaczanie elementów
Niech obecność elementu w zbiorze oznacza wartość 1, nieobecność wartość 0. Traktując x jako liczbę całkowitą binarną {\displaystyle \lg _{2}{u}}-bitową, można wykazać, że wartość {\displaystyle \lfloor {\tfrac {x}{\lfloor {\sqrt {u}}\rfloor }}\rfloor } jest numerem bloku wektora bitowego, w którym się ona znajduje, a także określa {\displaystyle {\tfrac {\log _{2}{u}}{2}}} najbardziej znaczących bitów wartości x. Wartość {\displaystyle x{\bmod {\lfloor }}{\sqrt {u}}\rfloor } jest równa {\displaystyle {\tfrac {log_{2}{u}}{2}}} najmniej znaczących bitów x, co jest numerem wartości x w bloku. Oba fakty są tożsame ze stwierdzeniem, że pozycja x w wektorze bitowym (i tym samym jego wartość), to: {\displaystyle x=\lfloor {\tfrac {x}{\sqrt {u}}}\rfloor +{\tfrac {log_{2}{u}}{2}}}.
Powyższe fakty są stosowane do budowy funkcji pomocniczych w implementacjach drzew van Emde Boasa:
- {\displaystyle high(x)=\lfloor {\tfrac {x}{\lfloor {\sqrt {u}}\rfloor }}\rfloor ,}
- {\displaystyle low(x)=x{\bmod {\lfloor }}{\sqrt {u}}\rfloor ,}
- {\displaystyle index(x)=high(x)+low(x).}

### Budowa elementów
Jeśli rozmiar uniwersum nie jest równe rozmiarowi bazowemu 2, to drzewo vEB(u)zawiera:
- Wskaźnik summary do drzewa vEB{\displaystyle (\lceil {\sqrt {u}}\rceil ).}
- Tablicę cluster[0 ... {\displaystyle \lceil {\sqrt {u}}\rceil }-1] wskaźników do {\displaystyle \lceil {\sqrt {u}}\rceil } drzew vEB{\displaystyle (\lfloor {\sqrt {u}}\rfloor ).}
- Atrybut min, który przechowuje najmniejszy element w drzewie. Element tu przechowywany nie występuje w żadnym z poddrzew przechowywanych w tablicy cluster.
- Atrybut max, który przechowuje największy element w drzewie.

Jeśli rozmiar uniwersum jest równy 2 (przypadek bazowy), drzewo zawiera jedynie:
- Atrybut min
- Atrybut max

### Zmniejszenie złożoności obliczeniowej operacji dzięki wykorzystaniu atrybutówminimax
Istnienie atrybutów min i max pozwala skrócić czas wykonywania poniższych operacji do stałego:
- Operacje MINIMUM i MAXIMUM polegają tylko na podaniu wartości, odpowiednio, atrybutu min lub max. Czas wykonywania zawsze jest stały.
- W operacji SUCCESSOR i PREDECESSOR można uniknąć wywoływania rekurencyjnego w celu sprawdzenia, czy następnik lub poprzednik znajduje się w obrębie bloku high(x), dzięki sprawdzeniu, czy następnik lub poprzednik jest odpowiednio mniejszy, niż atrybut max lub większy, niż atrybut min.
- Jeśli drzewo zawiera tylko jeden element lub jest puste, odpowiednio jeden z atrybutów lub oba zawierają wartość pustą. Pozwala to także skrócić czas działania procedur takich jak INSERT, DELETE, PREDECESSOR, SUCCESSOR do stałego.

## Operacje na drzewie

### Znajdowanie minimum i maksimum
Ponieważ obie minimum i maksimum są zawarte w atrybutach, obie operacje trwają czas stały:
```
minimum(v) {
    return v.min
}

maximum (v) {
    return v.max
}

```

### Sprawdzanie, czy element należy do zbioru
```
member(v, x) {
    if x == v.min || x == v.max 
        return true
    elseif v.u == 2 
        return false
    else return member (v.cluster[high(x)],low(x))
}

```

### Znajdowanie poprzednika i następnika
```
successor(V,x) {

	if(V.u == 2) {

		if (x == 0 && v.max == 1)

			return 1

		else return null

	} else if v.min != null && x < v.min

        return v.min

	else max-low = maximum(v.cluster[high(x)] {

		if max-low != null && low(x) < max-low {

			offset = successor (v.cluster[high(x)], low(x))

            return index(high(x), offset)

        } else succ-cluster = successor(v.summary, high(x)) {

            if succ-cluster == null

                return null

            else offset(v.cluster[succ-cluster])

                return index(succ-cluster, offset)

        }

    }

}

```

Wiersze 2-4 odnoszą się do przypadku bazowego (u = 2). W wierszach 7-10 sprawdzane jest, czy następnik znajduje się w tym samym bloku. Pozostałe instrukcje poszukują następnika w następnych blokach.
```
predecessor(V,x) {

    if (V.u == 2) {

        if (x == 1 && v.min == 0)

            return 0;

        else return null;

    else if (v.max != null && x > v.max) 

        return v.max;

    else (min-low = minimum(v.cluster[high(x)])) {

        if min-low != null && low(x) > min-low {

            offset = predecessor (v.summary, high(x)) {

                if pred-cluster == null {

                    if (v.min != null && x > v.min)

                        return v.min;

                    else return null;

				} else offset = maximum(v.cluster[pred-cluster]);

                    return index (pred-cluster, offset);

                }

            }

        }

	}

}

```

### Wstawianie elementu
Pomocnicza procedura, która wstawia elementy do pustego drzewa lub pustego węzła:
```
empty-tree-insert(V,x) {
    v.min = x;
    v.max = x;
}

```

Pseudokod procedury rozbudowanej o wstawianie elementu do niepustego drzewa:
```
insert(V, x) {

    if (V.min == NULL) {

        empty-tree-insert(V, x);

        return;

    }

    if (x < V.min) {

        swap(x , V.min)

    }

    if (V.u > 2) {

        if (minimum(V.cluster[high(x)]) == NULL) {

            insert(V.summary,high(x);

            empty-tree-insert(V.cluster[high(x)],low(x));

        } else {

            insert(V.cluster[high(x)],low(x));

        }

    } 

    if (x > V.max) {

        V.max = x;

	}

	return;

}

```

### Usuwanie elementu
```
delete (V,x) {

if (V.min == V.max) {

    V.min = NULL;

    V.max = NULL;

} else if (V.u == 2) {

    if (x == 0) {

    V.min = 1;

    } else {

    V.max = 0;

    V.max = V.min;

	}

} else if (X == V.min) {

    first-cluster = minimum(V.summary);

    x = index(first-cluster,minimum(V.cluster[first-cluster]));

    V.min = x;

}

    delete(V.cluster[high(x)], low(x));

    if (minimum(V.cluster[high(x)]) == NULL) {

        delete(V.summary,high(x));

        if (x == V.max) {

            summary-max = maximum(V.summary);

            if (summary-max == NULL) {

                V.max = V.min;

            else {

                V.max = index(summary-max,maximum(V.cluster[summary-max]));

            }

		}

	} else if {x == V.max) {

        V.max = index(high(x),maximum(V.cluster[high(x)]));

        }

    }

}

}

```

## Drzewo van Emde Boasa zredukowanego rozmiaru
Można zmodyfikować drzewo van Emde Boasa w taki sposób, by wymagania pamięciowe zmniejszyć wielkości uniwersum do wielkości przechowywanych wartości:
- Atrybut V.cluster nie jest przechowywany jako zwykła tablica wskaźników do drzew, lecz jako tablica z haszowaniem przechowywana jako tablica dynamiczna, do których są przypisane kolejne drzewa zredukowanego rozmiaru (analogicznie do „zwykłych drzew”, gdzie przechowywane są wskaźniki do „zwykłych” drzew w zwyczajnej tablicy). Aby znaleźć i-ty blok, szukamy klucza i w czasie stałym, za pomocą jednego wyszukiwania.
- Przechowywane są tylko niepuste bloki. Próba wyszukania pustego bloku zwraca wartość pustą.
- Atrybut V.summary ma wartość pustą, jeśli wszystkie bloki są puste. W przeciwnym wypadku, V.summary jest wskaźnikiem na drzewo o rozmiarze uniwersum {\displaystyle {\sqrt {u}}.}